# Borso Estenský
Borso Estenský (italsky Borso d'Este, 24. srpna 1413 – 20. srpna 1471 Ferrara) byl první modenský vévoda z domu Estenských. Byl nemanželským synem markraběte Niccola III. Estenského, jehož panství zahrnovalo města Ferrara, Modena a Reggio Emilia, a jeho milenky Stelly de' Tolomei. Jako markrabě nastoupil 1. října 1450 po svém bratru Leonellovi Estenském.
Dne 18. května 1452 přijal Borso oblast Modeny a Reggia od císaře Fridricha III. jako vévodství. Dále 14. dubna 1471 přijal Ferraru jako vévodství lénem od papeže Pavla II. Borsův dvůr byl centrem ferrarské malířské školy, ke které patřili Francesco del Cossa, Ercole de' Roberti a Cosimo Tura. Borso nebyl ženatý a neměl žádné potomky. Jeho nástupcem se stal jeho nevlastní bratr Herkules I. Estenský.